# Alok Nath

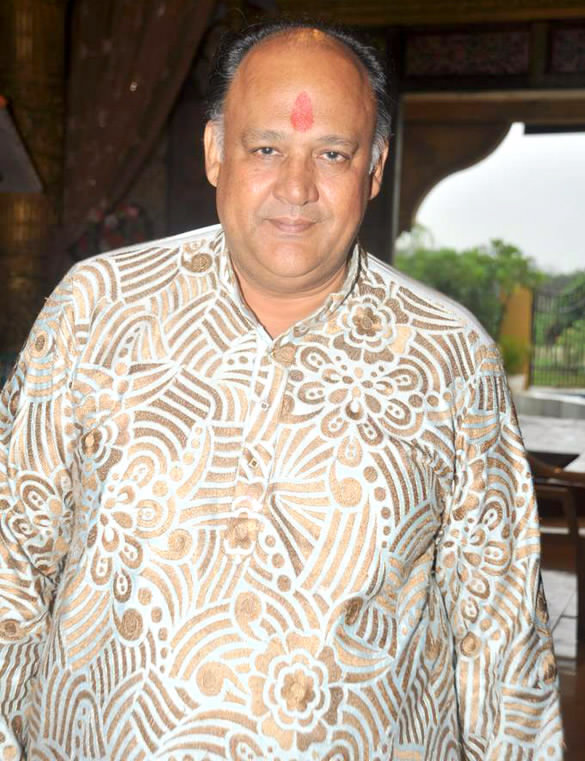
Alok Nath, 2012

Alok Nath (* 10. Juli 1956 in Patna) ist ein indischer Bollywood-Schauspieler.

## Karriere
Nath machte 1982 sein Filmdebüt mit dem britisch-indischen Spielfilm Gandhi, der mehrere Oscars gewann, nachdem er 1980 bereits einmal für die Serie Rishte-Naate vor der Kamera gestanden hatte. Seine Besetzung in Ramesh Sippys Fernsehserie Buniyaad im Jahr 1987 förderte seine Bekanntheit, 1989 war er an der Seite des populären Bollywood-Schauspielers Salman Khan in dem erfolgreichen Film Maine Pyar Kiya zu sehen. Seither war Nath an mehr als 200 Film- und Serienproduktionen als Schauspieler beteiligt. Obwohl er an dem Typecasting wenig Gefallen findet, wird er häufig in der Rolle des gutmütigen Patriarchen besetzt. Zuletzt stand er für den im Mai 2017 in Indien erschienenen Film Sargoshiyan von Imran Khan vor der Kamera.

## Filmografie (Auswahl)
- 1982: Gandhi
- 1985: Faasle
- 1987: Yeh Woh Manzil To Nahin
- 1988: Qayamat Se Qayamat Tak
- 1989: Maine Pyar Kiya
- 1989: Joshilaay
- 1992: Shola Aur Shabnam
- 1994: Zamane Se Kya Darna
- 1999: Hum Saath-Saath Hain: We Stand United
- 2001: In guten wie in schweren Tagen
- 2004: Police Force: An Inside Story
- 2006: Vivah
- 2007: Sapna Babul Ka...Bidaai
- 2014: Punha Gondhal Punha Mujra
- 2016: Dil Toh Deewana Hai

## Auszeichnungen
- 2008: Boroplus Gold Award als Bester Nebendarsteller für Sapna Babul Ka...Bidaai
- 2008: STAR Parivaar Award for Favourite Pita für Sapna Babul Ka...Bidaai
- 2009: STAR Parivaar Award for Favourite Sasur für Sapna Babul Ka...Bidaai
- 2010: STAR Parivaar Award for Favourite Sasur für Sapna Babul Ka...Bidaai

## Nominierungen
- 2005: Indian Telly Award for Best Actor in a Supporting Role für Woh Rehne Waali Mehlon Ki
- 2008: Indian Telly Award for Best Actor in a Supporting Role für Sapna Babul Ka...Bidaai
- 2008: Star Guild Award for Best Actor in a Drama Series für Sapna Babul Ka...Bidaai
- 2009: Indian Telly Award for Best Actor in a Supporting Role für Sapna Babul Ka...Bidaai
- 2013: Indian Telly Jury Award for Best Actor in a Supporting Role für Kuch Toh Log Kahenge
- 2014: Indian Telly Jury Award for Best Actor in a Supporting Role (Drama)